# Acidente ferroviário de Lac-Mégantic de 2013

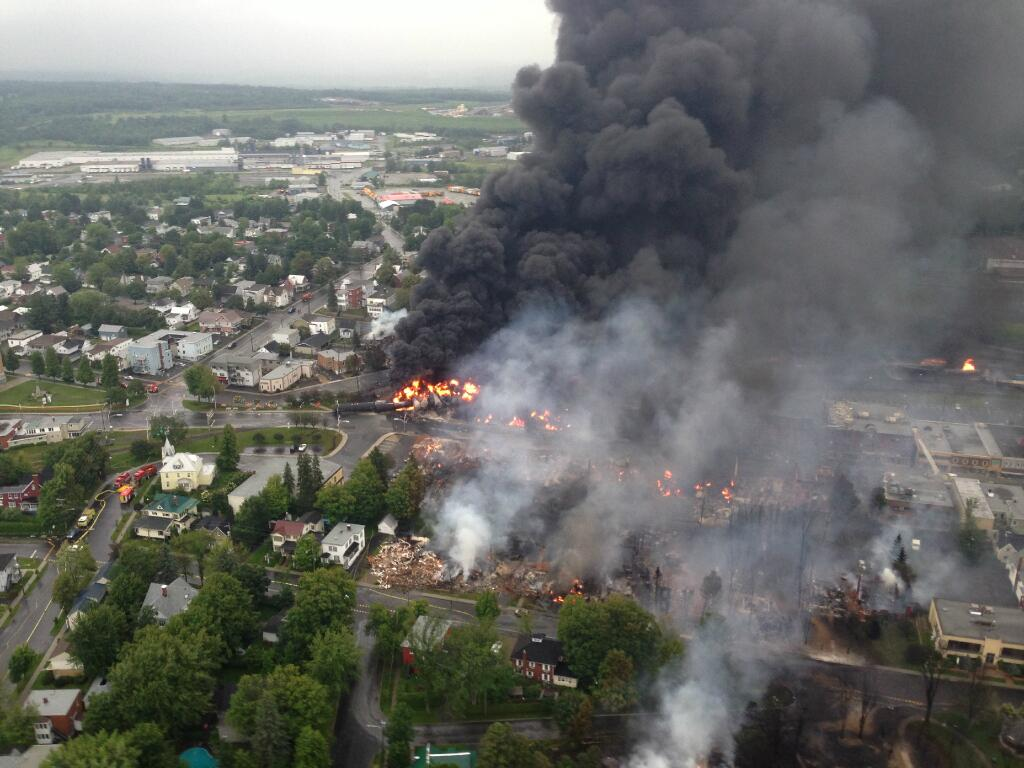
Vista aérea do acidente, horas depois da explosão

O acidente ferroviário de Lac-Mégantic de 2013  foi um sinistro ocorrido na madrugada do sábado 6 de julho de 2013 pela 01h15 (ETC), (hora local), 05h15 (UTC). O sinistro teve lugar, quando um trem/comboio de carga desgovernado (vindo de Nantes a 11 quilómetros de Lac-Mégantic)  com 73 carruagens transportando petróleo e derivados descarrilou-se, tendo como resultado  a explosão que originou fogo de vários tanques no centro da cidade de Lac-Mégantic. Estão confirmados 47 mortos (42 confirmados) e ainda 5 desaparecidos, possivelmente também mortos. Mais de 30 edifícios do centro da cidade ficaram destruídos devido ao desastre no centro da cidade, entre os quais a biblioteca municipal e a das instalações  jornal semanal local " L'Écho de Frontenac". Este foi o  mais mortífero acidente ferroviário no Canadá desde  1864.

## O comboio/trem
O comboio de carga/trem de carga era operado pela empresa norte-americana Montreal, Maine and Atlantic Railway (MMA) pertencente à Rail World, que se dirigiu acidentalmente a caminho de Lac-Mégantic. O comboio de carga era constituída por cinco locomotivas a diesel que transportavam 72 vagões cisterna do modelo  DOT-111, cada um com 113 000 litros de petróleo.  O petróleo, enviado pela empresa World Fuel Services, subsidiária da  Dakota Plains Holdings Incorporated de Newtown com origem na formação Bakken e foi transportado pelos carris da Canadian Pacific Railway antes de chegarem à MMA em Côte Saint-Luc, um subúrbio residencial de Montreal O destino final era a  Irving Oil Refinery em Saint John na província de Nova Brunswick. Em 2009, nos Estados Unidos, 69% da frota de tanques de petróleo era constituído pelo modelo DOT-111. No Canadá, o mesmo modelo (com a designação CTC-111A) representa perto de  80% da frota. A National Transportation Safety Board notou que os carros " têm uma alta tendência para falhas nos tanques durante acidentes Desde 2011, que o Governo do Canadá tinha desaconselhado novos vagões daquele tipo modernos, mas autorizou que os antigos ainda pudessem andar, apesar de se saber desde 1991 que os referidos vagões não eram seguros.

## Acontecimentos anteriores ao acidente
O comboio de carga partiu com o depósito em Côte Saint-Luc mais tarde, nesse mesmo dia mudou de tripulação em Farnham. O comboio partiu de Farnham e parou em Nantes às 23h25 do dia 5 de julho de 2013 a 11 quilómetros a oeste de Lac-Mégantic, para uma nova troca de tripulação. O engenheiro estacionou o comboio na principal linha por arrumar os freios e seguindo o processo normal para encerrar quatro das cinco locomotivas. O engenheiro Tom Harding que era o único membro da tripulação que segundo as regras de trabalho da MMA com autorização da Transport Canada, não podia estacionar o comboio nos desvios adjacentes porque a MMA usava-as regularmente para armazenar as caixas de carros vazias para a empresa Tafisa, uma fábrica de aglomerado de partículas no parque industrial de Lac-Mégantic. Nantes tem um desvio que podia ter parado o comboio que acidentalmente tinha perdido a travagem. De acordo com a Transport Canada, não é habitual deixar um comboio sozinho estacionado na linha principal.
O condutor da locomotiva n.º 5017 partiu, sem antes de ter efetuado o teste de pressão de ar aos freios. Havia partido para passar a noite num hotel local. Na viagem, o condutor havia dito ao taxista que se sentia inseguro por ter deixado o comboio sem supervisão. Os bombeiros foram chamados pelas 23h30, duas horas antes do descarrilamento, por causa de um incêndio provocado por uma fuga de combustível ne primeira locomotiva. Depois de extinto o fogo, os bombeiros partiram e a MMA confirmou que o comboio/trem estava a salvo. A empresa ferroviária MMA alega que a locomotiva foi manipulada para apagar o motor e que em consequência dessa ação se desativaram os compressores de alimentação dos freios, permitindo que o trem/comboio se movesse costa abaixo desde Nantes na direção de  Lac-Mégantic, uma vez que se reduziu a pressão do ar nos depósitos dos carros.

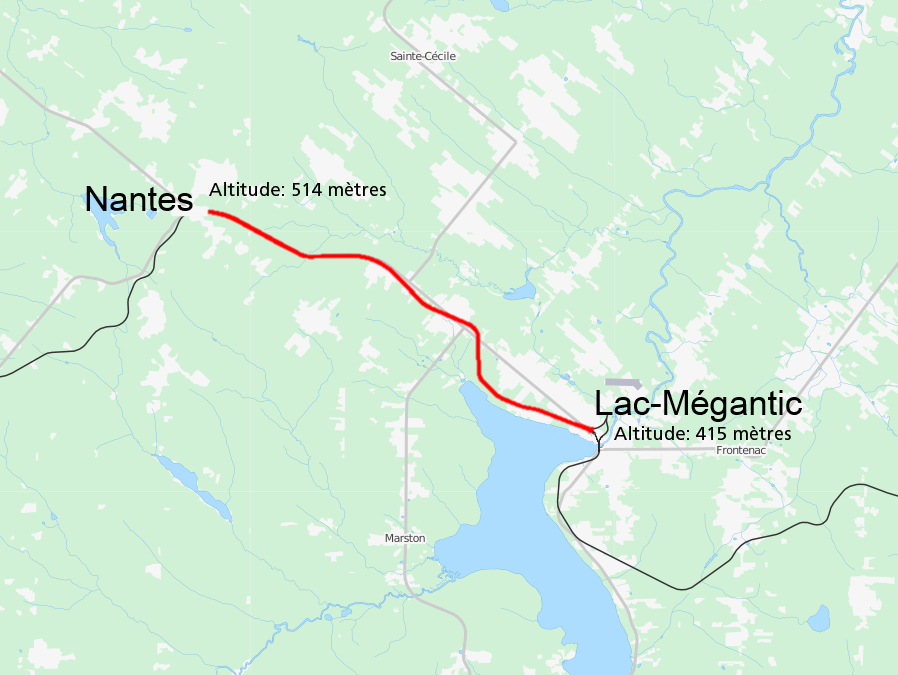
Trajetória do comboio desde Nantes a Lac-Megántic a 11 quilómetros de distância

De acordo com o chefe dos bombeiros de Nantes, Patrick Lambert "fechámos o motor antes da luta contra o fogo. Nosso protocolo diz que devemos desligar um motor, visto ser a única maneira de deter o combustível que circula no fogo". Pouco tempo depois de os empregados da empresa haverem deixado o lugar o trem de carga começou a mover-se costa abaixo em direção à cidade de Lac-Mégantic. O comboio de vagões cisterna se separou das 5 locomotivas uns 800 metros antes de Lac-Mégantic e continuando, entrou na cidade a alta velocidade, descarrilando numa curva.

## Explosão

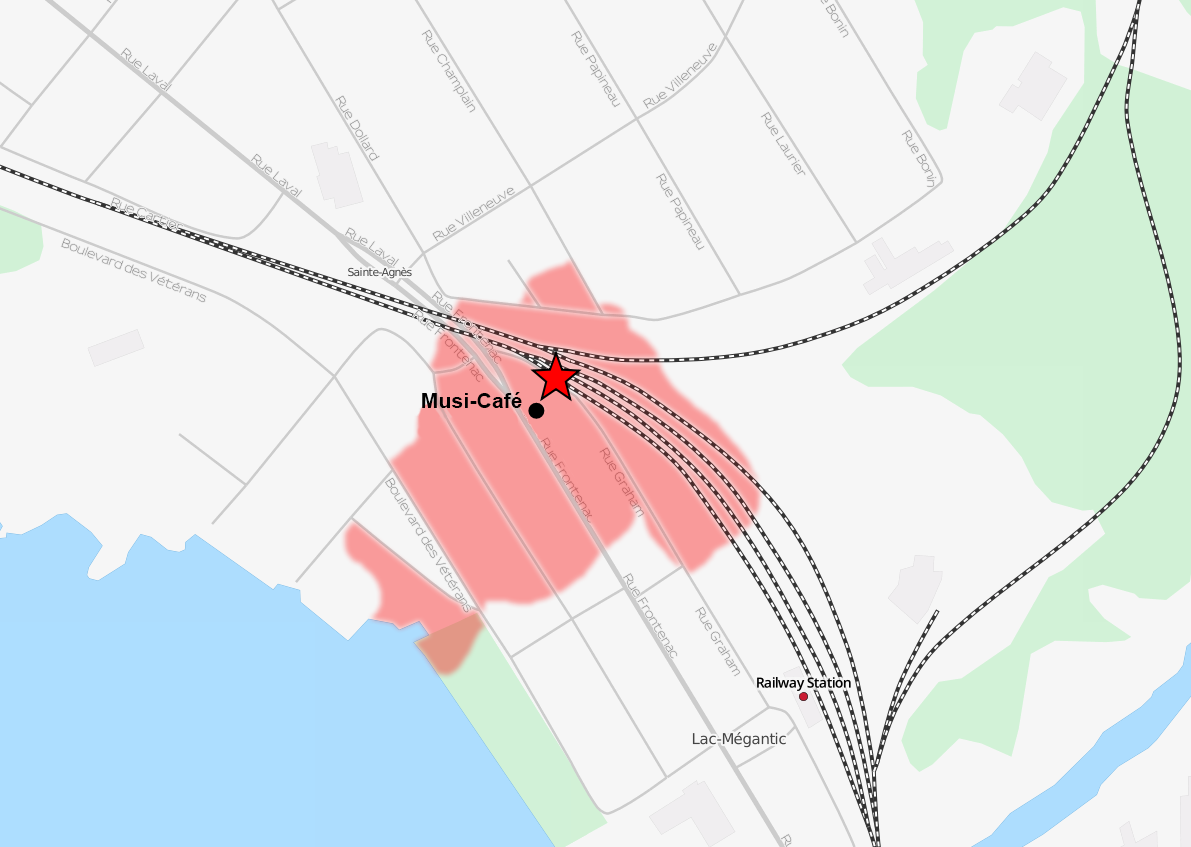
A área da cidade afetada pela explosão

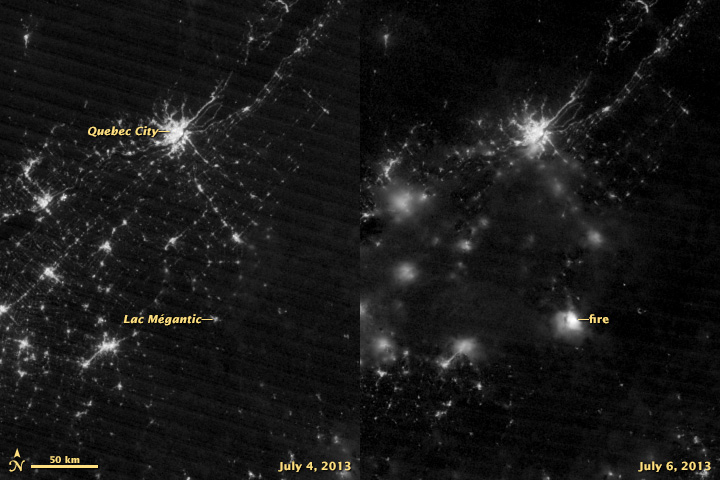
A explosão vista do espaço

Um pouco depois de ter sido mais uma vez deixado abandonado, às 00h56 o comboio de carga começou a mover-se ladeira abaixo em Nantes. A linha não foi equipada com sinais para alertarem o controlador de tráfego da presença de um comboio desgovernado. O trem entrou na cidade de Lac-Mégantic a alta velocidade e muitas dos carros tanques descarrilaram-se numa curva na linha principal pelas 01h14. As locomotivas foram encontradas intactas, separadas do resto do trem a aproximadamente  800 metros a leste. O comboio não tripulado descarrilou-se numa área próxima da linha que atravessa a Frontenac Street, a principal rua da cidade. O trem deveria estar circulando a uma velocidade de 101 km/hora. A linha férrea nesta área fica numa curva e tem uma velocidade limite para comboios de 16 hm/hora e fica localizada no extremo ocidental do depósito final de Mégantic. Esta localização fica aproximadamente a 600 metros da ponte férrea por cima do rio Chaudière e a norte do centro financeiro da cidade. No centro da cidade de Lac-Mégantic, o bar Musi-Café, rua Frontenac, é frequentado por cerca de 40 clientes que gozavam uma noite de sexta-feira quente. Estavam organizadas duas festas de aniversário e os clientes escutavam a música de um duo dois cantores locais populares. Yvon Ricard e Guy Bolduc terminaram a sua atuação depois de passar uma hora. Ricard saiu para fumar no terraço e viu um trem a circular a uma velocidade louca. Alguns segundos mais tarde, ele viu uma bolha de fogo  na parte traseira do Musi-Café. Em companhia de 4/5 pessoas, ele  escapou, fugindo imediatamente em curso,  ao longo dos vagões. Chegado ao lago, ele tentou dar caminho para trazer seguros os amigos. Rapidamente se viu obrigado a abandonar. Um cliente que se encontrava no exterior do café foi testemunha da primeira explosão a 50 metros dali. Ele afirmou que o solo vibrou no momento da deflagração. Depois de ter corrido 100 metros, ele voltou para ver o seu automóvel ser engolido pelas chamas.

## Emergências
O chefe da brigada de bombeiros voluntários Denis Lauzon saiu de casa quando se apercebeu de um muro de chamas diante dos seus olhos. Ele decidiu voltar para o quartel dos bombeiros, situado no centro da cidade, com o objetivo de ver melhor a situação. Em primeiro lugar, acreditou que haveria um fogo num pinhal em redor da cidade ou num esmagamento de avião. Ele reconsiderou a sua posição quando se viu oito vagões cisternas em fogo. Em vez de atacar imediatamente o braseiro, ele deu ordens aos seus homens de esperar para evitar o agravamento da situação. «Não se podia enviar água, visto que estava muito quente», explicou ele uns dias depois do descarrilamento do comboio.
Os bombeiros e Lac-Mégantic lançaram de imediato um pedido de ajuda às corporações de bombeiros do condado de Le Granit, de Sherbrooke, de Saint-Georges-de-Beauce e a  oito municípios do estado de  Maine. Mais de 150 bombeiros e 20 auto-bombas-tanque desdobraram-se no sentido de dominar o incêndio mas a progressão dos bombeiros era afrouxada pelos riscos de explosão, o fumo denso e o odor nauseabundo.
O incêndio foi tão intenso que foi claramente visível do espaço. O satélite meteorológico Suomi NPP da NASA registo a presença do braseiro quando da sua passagem em cima do Quebec às 2h21 horas (Hora local) do dia 6 de julho de 2013. Várias sequências captadas por vídeo amadores durante  a primeira noite são descarregadas (Portugal)/baixadas (Brasil) e partilhadas pelos meios de comunicação social e largamente difundidas pelos mídia/media. Estes vídeos mostram que várias explosões tiveram lugar na cidade até cerca das 4h19 minutos (hora local) e formaram uma nuvem de cogumelo.
Apesar de o incêndio estar contido desde o meio dia de 6 de julho de 2013, os bombeiros estiveram mais de 40 horas para extinguir por completo o incêndio. Primeiramente, os bombeiros regaram as cisternas para reduzir a  sua temperatura e evitar que elas se inflamassem. Eles obtiveram a ajuda de uma equipa de especialistas da refinaria  Jean-Gaulin de Ultramar em Lévis, que forneceram o matéria e o equipamento necessário para o combate das chamas na noite de 6 para 7 de julho de 2013.

## Vítimas e danos causados
Quarenta e dois corpos foram encontrados e transportados para Montreal para serem identificados. É possível que alguns dos desaparecidos talvez tenham sido vaporizados pela explosão. Aos familiares das vítimas/desaparecidos foram pedidas impressões genéticas ou registos dentários. O Musi-Café, um bar localizado próximo do centro da explosão foi destruído. Três dos empregados do referido bar estão entre os mortos ou desaparecidos.
Pelo menos 30 edifícios foram destruídos no centro da cidade, incluindo a biblioteca municipal, a farmácia, o edifício de um antigo banco e outros negócios e casas. O fornecimento de água foi cortado à noite por causa da falta dela na zona do desastre, requerendo auto tanques com água potável. A falta de água foi reparada maia tarde, mas acompanhado de que a água devia ser fervida.
Mais de 115 empresas viram os seus negócios serem destruídos ou paralisados pela tragédia que atingiu a cidade, muitas estão operando em locais temporários fora do centro da cidade, com serviços diminuídos. Os esforços para tornar o centro da cidade levarão um ano ou mais, a atividade comercial da cidade terá de ser deslocalizado. A boutique  Mari-Loup não terá jamais como proprietária Marie-France Boulet, pois esta vivia no edifício da loja que foi destruída durante o desastre. e os seus restos mortais ainda não foram ainda identificados.
Os investigadores conseguiram identificar 38 dos 42 corpos encontrados até 1 de agosto de 2013 que foi o último dia para os identificar, a partir de então é considerado muito difícil conseguir. Os corpos de cinco presumíveis vítimas não foram encontrados. Como dois dos três escritórios de notários foram destruídos pelo fogo, os testamentos de algumas das vítimas do desastre perderam-se para sempre.
O parque industrial perdeu acesso ao serviço rodoviário em ambas direções, a linha permanece efetivamente cortada em duas.

## Inquéritos

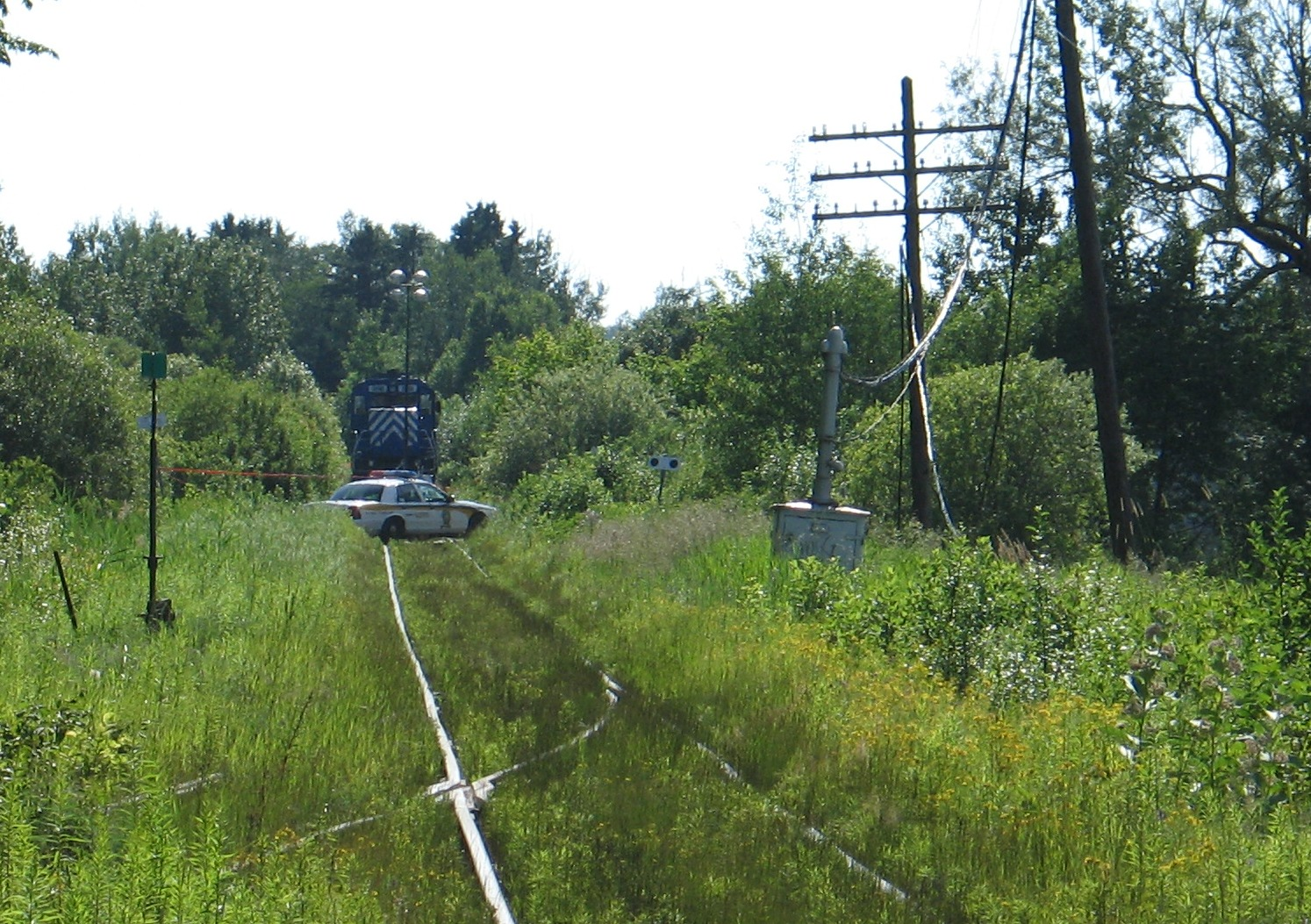
Uma das cinco locomotivas que se descarrilou em Lac-Mégantic é guardada por uma patrulha de segurança do Quebec.

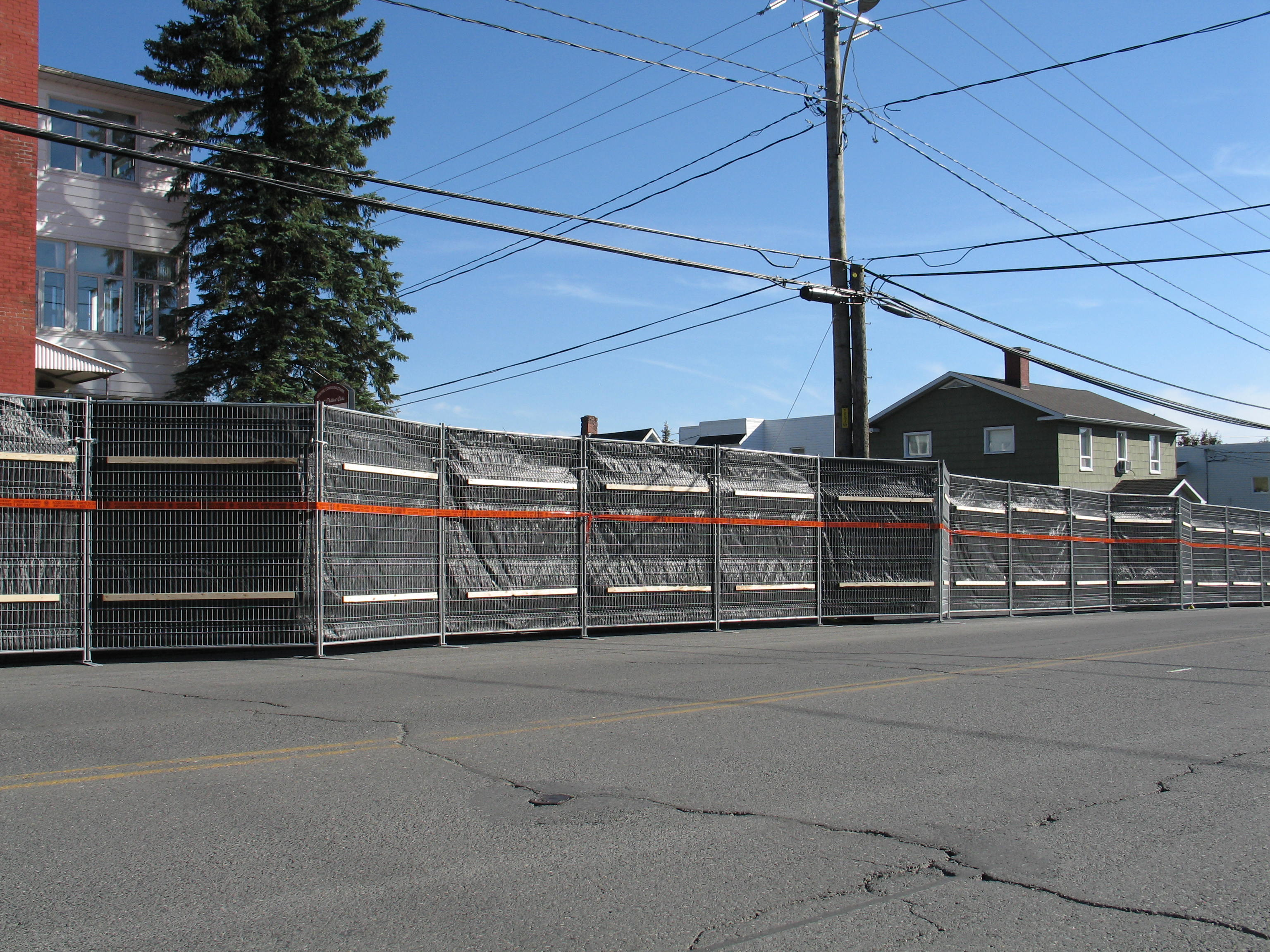
Foi criada uma zona vermelha pelas autoridades, um largo perímetro em redor da zona afetada pelo acidente, com o objetivo de proteger o que a polícia chama uma "cena de crime"»

Três inquéritos foram abertos nas horas que se seguiram o acidente, a Sûreté du Québec (Segurança do Quebec) estabeleceu perímetros e segurança que ela considerou como  « cenas de crime» Cerca de 60 investigadores foram contratados para recolher provas e testemunhos a  Lac-Mégantic e municípios vizinhos. Durante uma conferência de imprensa no dia 7 de julho de 2013 pelo meio-dia (hora local), o porta-voz da polícia explicou que não podiam descartar a hipótese de delito. A identificação dos corpos ficou a cargo do Bureau du coroner do Québec. Os cadáveres foram transportados para o laboratório de Montreal onde os médicos legistas tentaram estabelecer a identidade das pessoas utilizando de várias técnicas, analisando a dentição, os ossos, a pele, os efeitos pessoais, revelando as impressões digitais, além de proceder a testes sanguíneos e a  impressões genéticas.
O inquérito do coroner foi confiado a Martin Clavet, um médico detentor de um diploma universitário em genética, que antes de ocupar o emprego atual fazia inquéritos sobre acidentes aéreos. Os seus colegas consideram como um homem do terreno, meticuloso e muito qualificado, para o cargo que lhe foi confiada.
Um outro inquérito foi aberto peloBureau de la sécurité des transports du Canada/Transportation Safety Board of Canada, o organismo do governo do Canadá responsável pela segurança dos transportes no Canadá. NO dia 7 de julho de 2013, a equipa de nove investigadores ferroviários encontrou a caixa negra do comboio/trem — o registador de parâmetros e a unidade de deteção de travagem fixa e de velocidade no último vagão. Durante uma conferência de imprensa que teve lugar no dia 9 de julho de 2013, o citado organismo (TSB do Canadá) anunciou que ele ela convocou 14 investigadores para determinarem as causas do sinistro. Sem dar mais pormenores, o investigador principal Ed Belkaloul admitiu que os vagões-cisterna de uso geral de tipo 111, implicados no acidente tinham sido criticados pelo organismo e que não eram suficientemente seguros para o transporte de petróleo.

## Versão da companhia ferroviária
Os investigadores têm contestado a versão dos acontecimentos comunicada pelo dono da Montreal, Maine and Atlantic Railway Ed Burkhardt. Eles confirmaram a informação segundo a qual os bombeiros da  vila de Nantes avisaram o expedidor da companhia e que eles procederam à extinção do incêndio de uma locomotiva na presença do pessoal da MMA. Segundo a TSB/BST, o expedidor da companhia preveniu na noite de 5 de julho de 2013 que o comboio estava parado em Nantes, mas com dificuldades técnicas.
A TSB/BST confirmou também que o trem estava estacionado sobre a via principal em Nantes e não sobre um desvio munido de uma aparelho de desvio. Esta clarificação é significativa, visto que a via férrea entre Nantes e Lac-Mégantic tem um forte declive descendente, na ordem de 1,2%. Segundo as normas, os travões manuais devem ser aplicados, quando um comboio fica estacionado em declive. O referido organismo também concluiu que nenhum dispositivo foi colocado sobre as rodas para impedir que o comboio rodasse por ele mesmo. A MMA tinha afirmado que o trem se tinha movido sem condutor porque os freios aplicados sobre o comboio se tinham desapertado por causa da paragem do motor.
O condutor disse ter colocado travões manuais sobre dez dos 72 vagões. Os travões manuais são independentes dos freios a ar/freios pneumáticos, cujo ar é produzido pelo motor em marcha. Há quarenta anos, afirmou ele havia 5 homens para cada locomotiva e uma vintena de vagões. Desde 2009, o governo federal canadiano permite que as companhias ferroviárias terem um condutor para cinco locomotivas e 72 vagões. O presidente da companhia MMA, Edward Burkhardt, que detém 75% das acções da companhia recusa toda a responsabilidade pela tragédia em Lac Mégantic. A companhia do Sr.  Burkhardt recebeu subvenções importantes por parte do governo provincial do Quebec e do governo federal canadiano, assim como da Caisse de dépôt et placement du Québec para investir na melhoria da sua linha ferroviária no Quebec, mas o dinheiro foi encaminhado para os Estados Unidos.

## Reações

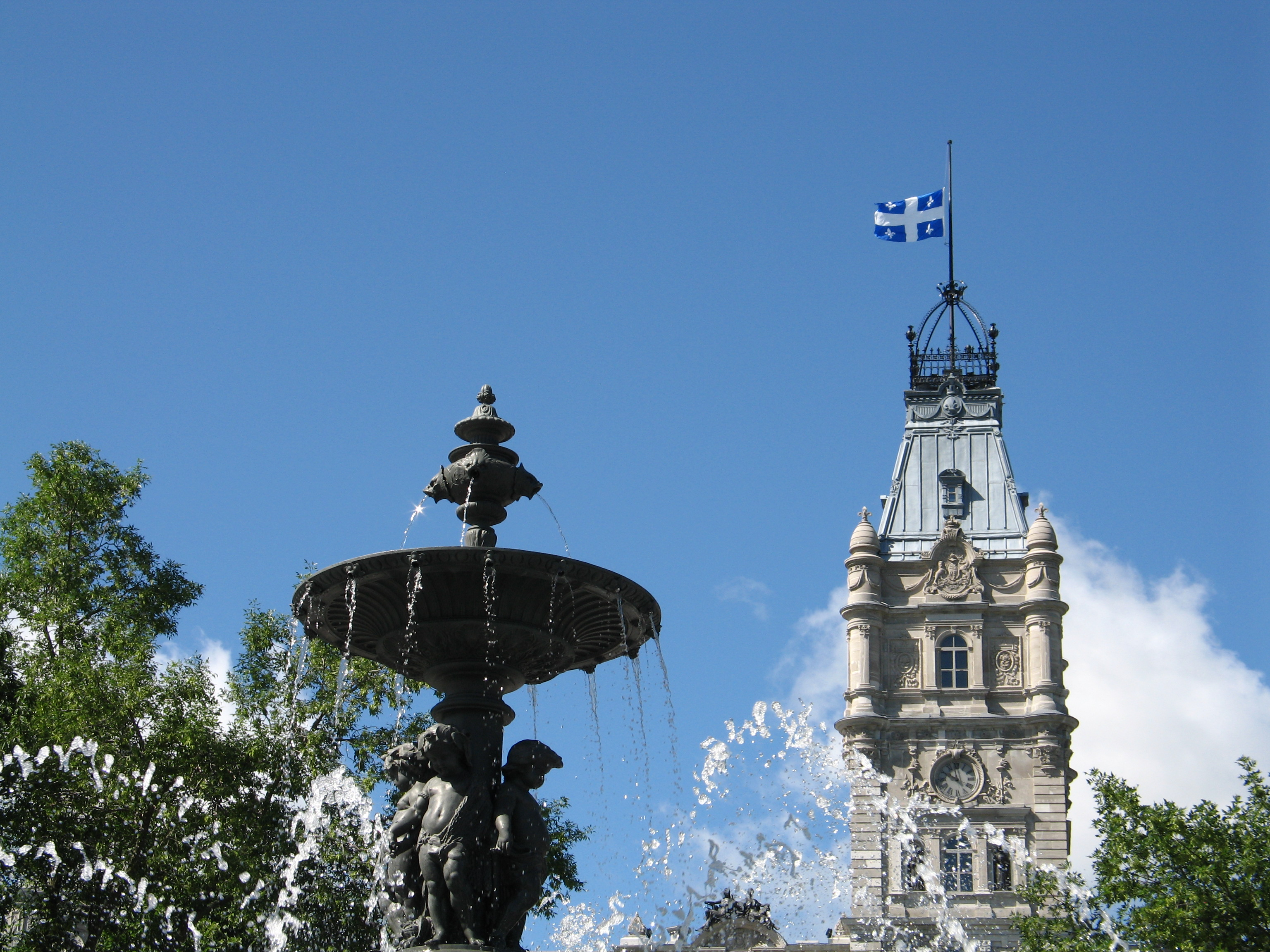
O governo da província do Quebec ordenou que fossem postas a meia haste as bandeiras da província em todos os edifícios públicos por um período de sete dias, de 11 a 17 de julho de 2013.

No próprio dia do desastre: 6 de julho de 2013, a primeira-ministra do Quebec, Pauline Marois, e dois dos seus ministros, Réjean Hébert e Yves-François Blanchet estiveram presentes no lugar da tragédia. A primeira-ministra declarou que a população de Lac-Mégantic podia contar com o apoio do seu governo. Na quinta-feira seguinte (11 de julho de 2013), o governo do Quebec adota o decreto 808-2013 que distribui imediatamente um envelope de 60 milhões de dólares canadianos. O programa previa uma ajuda de 25 milhões de dólares canadenses às pessoas sinistradas, ao município e às empresas afetadas e um montante de 25 milhões para planificar/planejar a reconstrução do centro da cidade. No dia seguinte à tragédia, o primeiro-ministro do Canadá Stephen Harper esteve igualmente em Lac-Mégantic, qualificando os locais afetados como um local de guerra. A catástrofe de Lac-Mégantic levanta várias questões. Dois dias depois dos acontecimentos a La Presse canadienne ou The Canadian Press (agência noticiosa do Canadá bilíngue (inglês e francês) sublinhou que o transporte de produtos petrolíferos por comboio/trem aumentou 28 000% durante os últimos cinco anos.
O drama lançou uma certa atenção sobre a MM&A, cujas taxa de acidentes ferroviários nos Estados Unidos seria 5 a 10 vezes mais elevadas que a média das outras empresas do setor ferroviário. A primeira reação oficial da companhia ferroviária, através de um envio de um comunicado à empresa cuja primeira tradução foi aparentemente foi feita com tradutor automático ( malgrado, a empresa ter publicado logo depois um comunicado traduzido convenientemente) e ainda o fa(c)to de o dono da empresa Ed Burkhardt não comparecer de imediato no local da tragédia, suscitou fortes reações e uma cólera é exprimida no seio dos mídia quebequenses.
Ed Burckhardt afirmou ter recebido vários apelos e mensagens de ódio e admitiu que percebia a posição das pessoas da cidade, mas que não pensava ir com um casaco anti-balas quando se deslocasse no dia 10 de julho de 2013 à cidade da tragédia.
Por ocasião da sua visita a Lac-Mégantic, Burkhardt o dono da empresa anunciou que a MM&A tinha suspenso o engenheiro do comboio/trem de mercadorias. Contrariamente ao que havia declarado, a companhia não acredita que o engenheiro tenha acionado 11 travões manuais. No dia 7 de agosto de 2013 declarou falência e colocou-se sobre proteção das leis estadunidenses e canadenses/canadianas em relação às falências.

## Impacto ambiental
Foi proibido todo o acesso ao centro da cidade (incluindo as ruas Frontenac, Thibodeau e Durand e ainda o bairro dos Veteranos ou boulevard des Vétérans) até junho de 2014 para permitir os esforços de uma massiva descontaminação da área. Alguns edifícios que se mantêm em pé como por exemplo a estação dos correios em Lac Mégantic continuam encerrados devido à contaminação pelo petróleo que derramou das locomotivas. Pode levar até cinco anos a descontaminar alguns locais onde antigamente estavam casas, forçando ao moradores a reconstruí-las em outro local. A presidente da câmara/prefeito de Lac-Mégantic pediu assistência federal e provincial para impedir que os comboios voltassem a passar no centro da cidade, uma proposta rejeitada pela companhia devido aos elevados custos e lançou um pedido aos turistas que não abandonassem a região para não prejudicar a economia do seu município, visto o turismo ser uma das principais atividades económicas da região.

### Contaminação do solo
O local do sinistro foi fortemente contaminado com benzeno que bombeiros e investigadores inicialmente trabalharam em mudanças de 15 minutos devido ao calor e às condições de toxicidade. As margens do Parque de Veteranos e a marina da cidade estão contaminados por hidrocarbonetos que estavam nas locomotivas que explodiram. Os navios e as docas encontravam-se inacessíveis até serem removidos da água e descontaminados, um processo que se iniciou em agosto de 2013. Uma centena de habitantes não poderá regressar a casa até meados de 2014, visto o solo das suas casas estar contaminado por petróleo derramado. e muitas das casas nunca mais poderão ser habitáveis.
Devido ao fa(c)to de a limpeza da área do descarrilamento poder levar até cinco anos, cerca de 115 empresas estão planeando/planejando relocalizar, 40 edifícios já foram demolidos e outros 160 necessitam de ser expropriadas para serem demolidas porque elas ficam situadas em solo contaminado que deveria ser removido e substituído por terreno limpo. A cidade está considerando a construção de um parque memorial na área afetada pela tragédia e deslocalizar as empresas para uma futura rua Papineau que será no cruzamento entre o rio Chaudière e a rua Lévis. A nova rua está prevista para ser construída em outubro de 2013 utilizando os fundos federais e provinciais, se bem que a segurança para as empresas que têm de abandonar os locais contaminados permaneçam incertos. Para cerca de 125 empresas, a mudança deverá ser permanente.

### Contaminação da água
O Rio Chaudière foi contaminado por um derrame de cerca de 100 000 litros de petróleo. O derrame dirigiu-se para o rio e atingiu a cidade de
Saint-Georges a 80 quilómetros a nordeste, forçando as autoridades locais a puxar a água para as proximidades do lago e instalar a barreiras flutuantes para prevenir contaminação. Foi pedido aos residentes da cidade para limitar o consumo da água visto que o lago não seria capaz de fornecer as necessidades diárias da cidade.

### Limpeza e custos ambientais
A empresa contratada pela Montreal, Maine and Atlantic Railway  para remover o petróleo e as locomotivas do centro da cidade de Lac-Mégantic pararam de trabalhar em 17 de julho de 2013 visto que a empresa ferroviária ainda não lhes tinha pago. O trabalho foi retomado graças a fundos municipais (e mais trade provinciais) Desde o dia 30 de julho de 2013 que o município de Lac-Mégantic está pedindo à empresa ferroviária um reembolso de US$ 7,6 milhões em custos de limpeza. Burckhadt o dono da Rail World disse que "nós não temos fundos para pagar, estamos à espera que a companhia de seguros ajude a encontrar esse montante".
O ministro provincial do ambiente do Quebec Yves-François Blanchet publicou uma ordem em 9 de julho através do Quality of the Environment Act requerendo à empresa Montreal, Maine and Atlantic Railway à Western Petroleum Company e à sua parente  World Fuel Services  o pagamento dos custos da limpeza e taxas devidas pelos prejuízos causados pelo acidente, mostrando sinais de irritação com essas empresas.

### Reação dos ambientalistas
Keith Stewart, coordenador da campanha do clima e energia juntamente com a Greenpeace do Canadá mostraram solidariedade com as vítimas de Lac-Mégantic e  criticaram a política energética do Canadá poucas horas após a tragédia, afirmando que "é mais uma prova que o governo federal continua a pôr os negócios do petróleo acima do segurança pública".
Foi encontrado sulfeto de hidrogênio/sulfeto de hidrogénio (H2S, gás azedo), um gás tóxico para os seres humanos e inflamável foi encontrado na formação de Bakken (de onde foi retirado o petróleo derramado em Lac-Mégantic pela Enbridge Inc. uma empresa extratora de petróleo e gás natural com sede em Calgary o que explica em parte a natureza explosiva do acontecimento).